# Любовичи (Львовская область)
Любовичи (укр. Любовичі) — село в Городокской городской общине Львовского района Львовской области Украины.
Население по переписи 2001 года составляло 80 человек. Занимает площадь 0,117 км². Почтовый индекс — 81550. Телефонный код — 3231.